# (3708) Socus
Socus, o (3708) 1974 FV1, este un asteroid descoperit pe 21 martie 1974 de Cerro El Roble.